# Atsinganosaurus
Atsinganosaurus ist eine Gattung sauropoder Dinosaurier aus der Gruppe der Titanosauria, deren Überreste in der Oberkreide des südlichen Frankreichs entdeckt wurden.
Diese Gattung wurde 2010 mit der einzigen Art, Atsinganosaurus velauciensis, von französischen Paläontologen um Géraldine Garcia erstbeschrieben. Atsinganosaurus ist durch verschiedene Elemente des Restskeletts (Postkranium) sowie durch Zähne bekannt, die in der Fundstelle La Bastide Neuve nahe der Stadt Velaux entdeckt wurden. Diese Überreste gehören zu mindestens zwei erwachsenen Individuen. Diese Gattung ist, nach Lirainosaurus, Ampelosaurus und Magyarosaurus, der vierte entdeckte Titanosaurier aus der Oberkreide Europas.

## Merkmale
Atsinganosaurus war ein schlanker Titanosaurier. Von den anderen bekannten europäischen Titanosauriern lässt sich diese Gattung durch eine Kombination diagnostischer Merkmale abgrenzen. So sind beispielsweise die Zahnwurzeln zylindrisch und die Zahnkronen leicht spatelförmig. Den Rückenwirbeln fehlen Hyposphen-Hypantrum-Verbindungen, wie bei den meisten anderen Titanosauria außer einigen basalen Formen wie Andesaurus. Das Kreuzbein (Sacrum) besteht aus fünf ophistocoelen (auf der Hinterseite konkaven) Wirbeln; viele abgeleitetere Titanosauria besaßen dagegen sechs Kreuzbeinwirbel. Nur die vorderen Schwanzwirbel waren stark procoel (auf der Vorderseite konkav), wie bei Malawisaurus. Das Foramen (Öffnung) des Rabeinbeins (Coracoid) war mittig zur Ober- und Unterseite des Rabenbeins gelegen. Das untere Ende des Oberarmknochens (Humerus) ist leicht schräg expandiert.

## Systematik
Atsinganosaurus zeigt eine Kombination aus modernen und ursprünglichen (plesiomorphen) Merkmalen der Titanosauria. Besonders viele gemeinsame Merkmale teilt diese Gattung mit basalen Lithostrotia, und insbesondere mit Malawisaurus. Die Lithostrotia sind eine Gruppe innerhalb der Titanosauria, welche die meisten außer einige ursprüngliche Gattungen mit einschließt. Obwohl die Erstbeschreiber keine phylogenetische Analyse veröffentlichten, vermuten sie anhand dieser Kombination aus Merkmalen, dass Atsinganosaurus ein ursprünglicher Vertreter der Lithostrotia war.

## Paläobiogeographie
Während der Oberkreide war Europa ein Inselarchipel. Atsinganosaurus lebte mit mindestens zwei weiteren Titanosaurier-Gattungen auf der Iberisch-Armorischen Insel, die etwa drei Mal so groß war wie das heutige Madagaskar. Vermutlich war diese Insel zeitweise durch Landbrücken mit anderen Landmassen wie den transsylvanischen Inseln im östlichen Europa verbunden. Da Atsinganosaurus eine Reihe von gemeinsamen Merkmalen mit dem afrikanischen Malawisaurus teilt, vermuten die Forscher eine zeitweilige Wanderroute zwischen Europa und Afrika.

## Fund und Namensgebung
Die Fundstelle La Bastide Neuve liegt in der Nähe der Stadt Velaux im französischen Département Bouches-du-Rhône und wurde 1992 von Xavier Valentin entdeckt. Die Knochen sind gut erhalten und wurden auf einer Fläche von sechs Quadratmetern entdeckt. Die Knochen fanden sich zusammen mit den Überresten anderer Wirbeltiere wie Schildkröten sowie den Zähnen von Krokodilen, Theropoden, Nodosauriden und Rhabdodontiden. Die Sauropodenknochen gehören zu mindestens zwei Individuen. Wie der Verschmelzungsgrad der Wirbelbögen sowie der Hals- und Kreuzbeinrippen mit den Wirbelzentren anzeigt, gehören die Knochen zu erwachsenen Individuen. Einige Skelettpartien fanden sich im anatomischen Verbund.
Bei den Gesteinen des Fundorts handelt es sich um glaukonitische Kalksteine, die nach der Dunham-Klassifikation als Grainstone eingeordnet werden. Diese Sedimente wurden wahrscheinlich während des Oberen Campanium abgelagert, worauf Fossilien bestimmter Charophyta sowie Dinosaurier-Eierschalen hindeuten, die als Zeitmarker für ein bestimmtes Zeitintervall charakteristisch sind (Biostratigraphie). Wahrscheinlich wurden die Sedimente an einer Küste abgelagert, worauf Fossilien der hauptsächlich marinen Zehnfußkrebse (Decapoda) hinweisen, die in Verbindung mit den Knochen entdeckt wurden.
Das Holotyp-Material (Exemplarnummer VBN.03.01.a,b,c,d) besteht aus vier verbundenen hinteren (posterioren) Rückenwirbeln. Weitere Funde schließen Zähne, drei Halswirbel, einen weiteren Rückenwirbel, ein Kreuzbein, insgesamt vier Schwanzwirbel, ein Schulterblatt (Scapula) sowie ein Schulterblatt mit Rabenbein (Scapulocoracoid), zwei Humeri, einen Mittelhandknochen sowie einen Mittelfußknochen mit ein. Die Knochen befinden sich in den Sammlungen verschiedener französischer Institute: der Universität Poitiers, des Musée de Paléontologie der Universität der Provence Aix-Marseille I, des Musée archéologique de Velaux sowie des Musée d’Histoire Naturelle d’Aix-en-Provence.
Der Name Atsinganosaurus bedeutet so viel wie Zigeunerechse und leitet sich vom griechischen athinganos (Zigeuner) ab, was auf die vermuteten Wanderungen zwischen Ost- und Westeuropa hinweisen soll. Das Artepitheth velauciensis weist auf die Stadt Velaux, bei der die Fossilien entdeckt wurden.